# Jack Ruby
Jacob Rubenstein, més conegut com a Jack Leon Ruby o Jack Ruby, (25 de març de 1911 - 3 de gener de 1967) va ser un empresari nocturn i figura secundària de la màfia nord-americana, conegut per assassinar el 24 de novembre de 1963 l'únic sospitós en custòdia per l'assassinat del president John F. Kennedy: Lee Harvey Oswald.

## Biografia
Jacob Rubenstein (Jack Ruby), el cinquè de vuit fills, va néixer a Chicago el 25 de març de 1911. Els seus pares eren jueus polonesos però van emigrar als Estats Units a principis del segle xx. El seu pare, Joseph Rubenstein, un fuster, va ser un home violent que va tenir molts arrests per assalts i malifetes.
Jack va tenir una infantesa problemàtica i a l'edat d'onze anys va ser internat en una clínica psiquiàtrica (Institute of Juvenile Research). Posteriorment, la Cort Juvenil de Chicago va decidir que Jack no estava rebent l'apropiada cura parental i el va enviar a una llar substituta. La seva mare va ser diagnosticada amb una neurosi depressiva severa, sent internada en el Elgin State Hospital.

### Vincles amb el crim organitzat
A la ciutat de Chicago, el seu amic Leon Cooke l'enrola per treballar en el sindicat de recol·lectors de ferralla, però el 8 de desembre de 1939, Cooke és assassinat per John Martin, president del sindicat. Ruby és investigat per la policia en relació amb aquest crim, però és absolt per falta d'evidència. Com a resultat d'això Jack Ruby abandona aquesta ocupació i en troba una altra com venedor.
Es trasllada a Dallas, on s'introdueix al món dels cabarets i llocs de diversió nocturna, situació en la qual entra en contacte amb membres del crim organitzat, en particular els germans Campisi, relacionats amb Carlos Marcello, conegut capo mafiós.

### Segona Guerra Mundial
En maig de 1943 Jack Ruby va ser cridat a enrolar-se. Va servir en diverses bases del Cos Aeri de l'Exèrcit dels Estats Units, precursor de l'actual força aèria d'aquest país. El seu comportament va continuar sent violent i en diverses ocasions va lluitar per comentaris antisemites. La seva especialitat oficial era la mecànica d'aviació, encara que mai no va fer un curs en ella. Jack Ruby va assolir el grau de soldat de primera classe i va aconseguir una baixa honorable el 21 de febrer de 1946. Jack Ruby torna a Chicago i troba feina com venedor de cistelles de roure fabricades pel seu germà, Earl Ruby.

### Comitè d'Activitats Antinord-americanes

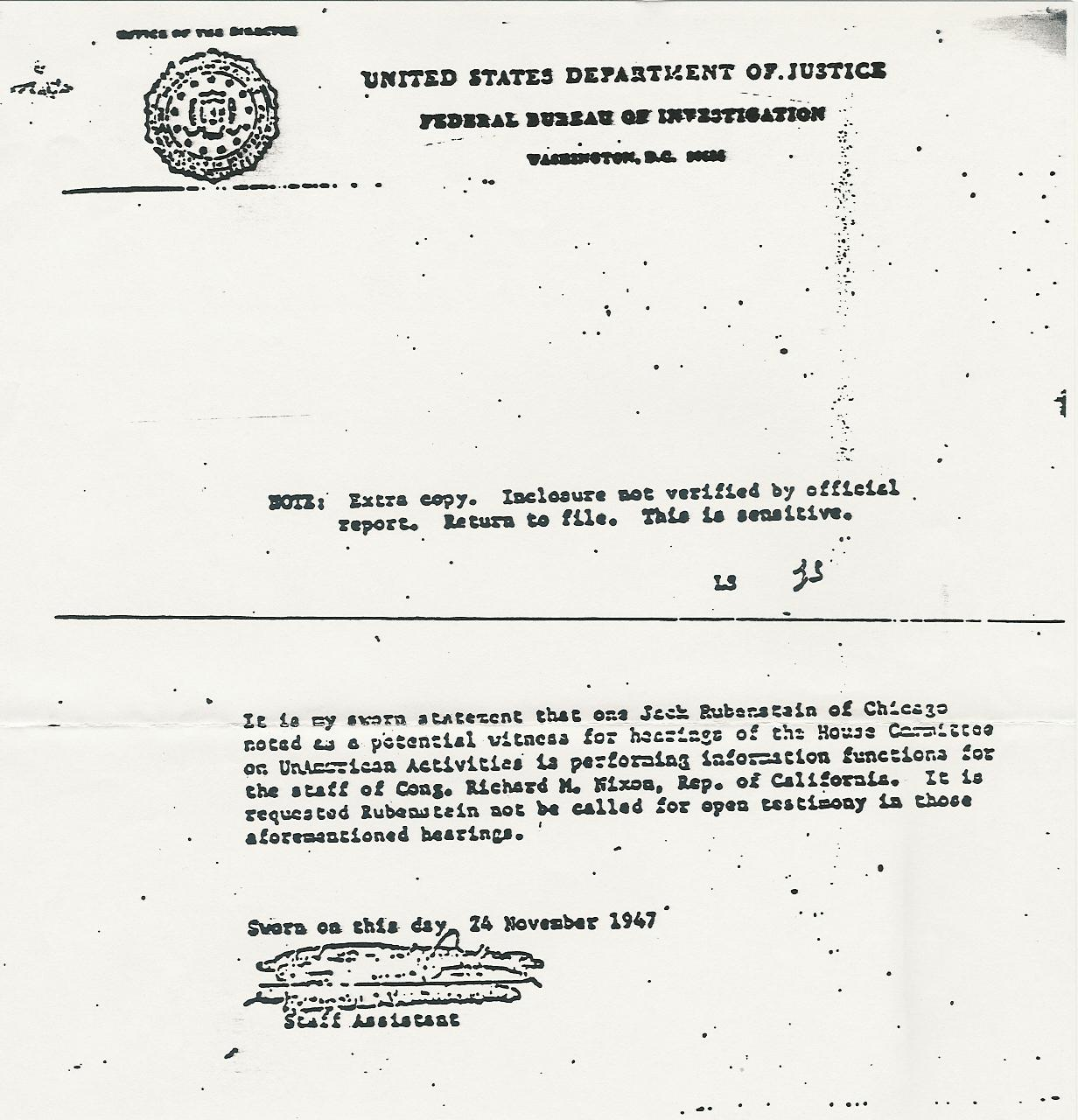
Memoràndum del Departament de Justícia dels Estats Units en el que es recomana rebutjar com a testimoni Jack Ruby per ser un empleat del congressista Richard Nixon.

Va ser testimoni estrella de Richard Nixon el 1947 davant el Comitè d'Activitats Antinord-americanes. L'FBI va recomanar retirar les acusacions d'aquesta contra Jacob Rubenstein (encara tenia aquest nom) per ser un membre de l'staff del congressista de Richard Nixon. En aquest període, Nixon intervé per impedir que l'FBI investigui a Ruby i a més impedeix que sigui citat a declarar en un comitè del Congrés dels Estats Units que investigava la Màfia, d'acord amb un document de l'FBI descobert el 1970.

### Es muda a Dallas
El 1947 Ruby torna a Dallas, on administra el club nocturn Singapore per a la seva germana, Eva Grant. El 1947, és arrestat pel Bureau of Narcotics. Steve Guthrie, xèrif de Dallas, va afirmar que Ruby va ser enviat per la Màfia de Chicago per manejar les seves apostes il·legals en la ciutat; tanmateix va ser alliberat sense cap càrrec. Ruby presenta una llarga història d'arrests amb alliberaments posteriors sense càrrecs.
El 1950, el Comitè Kefauver del Senat dels Estats Units afirma que Ruby era "un tinent del sindicat del crim enviat a Dallas com enllaç dels gàngsters de Chicago", segons declaracions posteriors d'un membre d'aquest.
Jack Ruby va romandre a Dallas i, amb el blanqueig de diners d'un amic, va comprar el Silver Spur Club. A més va comprar el Bob Wills Ranch House, un club nocturn amb estil texà. Aquests clubs no van ser reeixits, pel que va procurar seguir en el negoci ara com a amo parcial del Hortes Club. Un intent posterior per establir un altre club nocturn, el Sovereign Club, també va acabar en fracàs.
En un altre intent comercial, Ruby va obrir el Carousel Club. Treballava com a mestre de cerimònies, amb una petita orquestra i quatre strippers.
L'agost de 1959 Jack Ruby va ser convidat a visitar Cuba per l'amo de clubs nocturns nord-americà Lewis Mcwillie, un associat de cap mafiós Sants Trafficante. Alhora McWillie supervisava les apostes a l'Hotel Tropicana de l'Havana. Més tard, McWillie es va veure involucrat en la campanya per enderrocar Fidel Castro després que aquest enderroqués Fulgencio Batista.

### Problemes laborals
Els treballadors de Ruby eren membres del Sindicat d'Actors de Varietats dels Estats Units (American Guild of Variety Artists o  AGVA). Ruby té un registre d'impagats als seus treballadors i d'acomiadaments injustificats bastant voluminós. Aquest comportament va resultar en una disputa amb l'AGVA. El 1963 Jack Ruby va visitar Nova Orleans, on va obtenir els serveis d'una stripper anomenada Jada. Després de tres mesos també va ser acomiadada, el que li va ocasionar grans problemes laborals. S'afirma que com a resultat dels seus problemes amb l'AGVA, Ruby va estrènyer els seus contactes amb els líders de la Màfia, Carlos Marcello i Sants Trafficante, durant l'estiu de 1963.

## Assassinat de Kennedy
El 22 de novembre de 1963, el president John F. Kennedy arriba a Dallas, sent assassinat aquell mateix dia mentre es traslladava en un automòbil descobert.
Gairebé immediatament s'inicia la recerca de Lee Harvey Oswald, sent assenyalat com el principal sospitós, i és arrestat. Oswald treballava al Texas School Book Depository, des d'on, segons la investigació del moment, es van fer els trets que van matar el president.
Van descobrir una empremta palmar d'Oswald en un fusell que va ser trobat en una oficina del Texas School Book Depository, lloc que es presumia era on es van originar els trets. Empremtes dactilars d'Oswald també van ser trobades a les capses de cartró i en bosses de mà al pis en el que treballava.

### Oswald nega la seva participació
Mentre era interrogat per la policia de Dallas, Oswald va negar a tota hora haver participat en l'atemptat contra John F. Kennedy. Ell va afirmar en públic que era un patsy, terme emprat per descriure algú a qui es tracta de culpar per un crim que no va cometre, i que en català podríem traduir com a cap de turc o boc expiatori.

### Assassinat d'Oswald

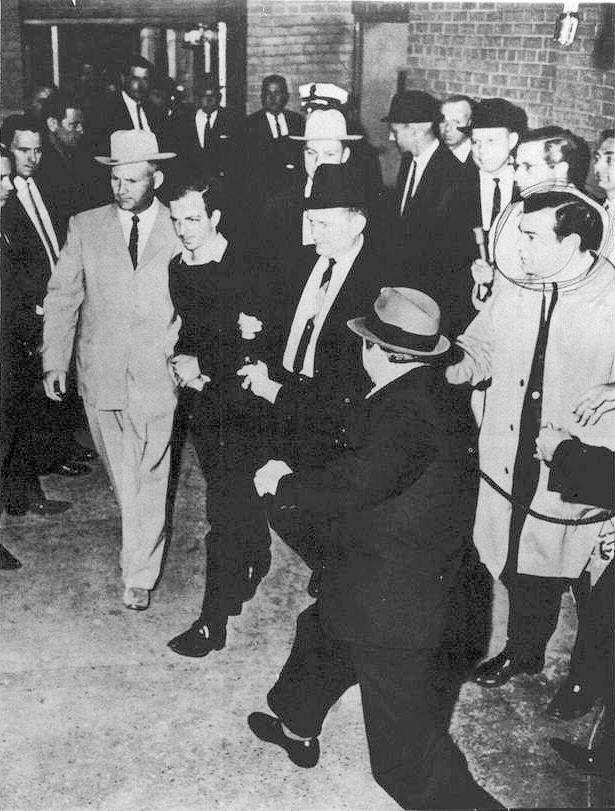
Jack Ruby, en el moment en què dispara a Oswald

El 24 de novembre de 1963, la policia de Dallas decideix traslladar Lee Harvey Oswald a la presó del comtat. Mentre Oswald és traslladat pels estacionaments subterranis de la caserna de la policia, Jack Ruby s'obre pas violentament entre la multitud de periodistes, fotògrafs i càmeres presents al lloc i dispara Oswald a l'estómac amb un revòlver Colt Cobra, ferint-lo de mort. És arrestat immediatament i va declarar davant de nombrosos testimonis que "els jueus tenen pebrots" i que havia "redimit" la ciutat de Dallas davant dels ulls del poble i que a més li havia evitat a la vídua del president, Jacqueline Kennedy, el dolor d'haver de testificar en un tribunal davant l'assassí del seu espòs.
En declaracions posteriors, va afirmar que havia disparat a Oswald per una ofuscació del moment i que no havia planejat l'assassinat.

### Judici
El 14 de març de 1964, un tribunal de Dallas va declarar Jack Ruby culpable de l'assassinat d'Oswald, sent sentenciat a mort. Aquest judici va ser anul·lat després de l'apel·lació dels seus advocats, que van aconseguir que fos novament jutjat, aquesta vegada per homicidi simple en lloc d'homicidi premeditat.

### Dictamen de la Comissió Warren
L'octubre de 1964, la Comissió Warren informa que "no troba evidències que Lee Harvey Oswald o Jack Ruby fossin part de qualsevol conspiració, domèstica o estrangera, per assassinar el president Kennedy".

### Comitè electe de la Cambra sobre Assassinats
El Comitè electe de la Cambra de Representants sobre els Assassinats va arribar a la conclusió que els múltiples viatges de Ruby a Cuba eren per causa "...que Ruby era correu de la Màfia d'apostes a Cuba. "

### Teories de conspiració
Ruby també ha estat sota sospita dels qui pensen que tant l'assassinat de Kennedy com el d'Oswald són part d'una conspiració. En aquest context, l'assassinat d'Oswald hauria tingut com a objectiu silenciar el sospitós per evitar declaracions que poguessin comprometre als supòsits involucrats en el crim. Respecte a Ruby, les sospites emanen dels seus vincles amb Richard Nixon com a testimoni estrella d'aquest en el marc del Comitè d'Activitats Antinord-americanes, amb la Màfia i amb personatges involucrats en conspiracions anticastristes.
Cap teoria de conspiració no ha pogut ser provada fins a la data.

## Afirmacions de nexes al crim organitzat

### A favor
Jack Ruby era conegut pels seus nexes amb la policia de Dallas i la Màfia, específicament la Màfia italiana. Alguns investigadors han afirmat que existeixen nexes amb el crim organitzat que mostren evidència de conspiració per assassinar Lee Harvey Oswald i/o John Fitzgerald Kennedy. El Comitè selecte de la Cambra sobre Assassinats va informar que Jack Ruby era molt conegut per Sam (1920-1970) i Joseph Campisi (1918-1990) des de 1947, i havien estat vistos junts en moltes ocasions.
| «                                                                                   | Encara que la caracterització de Campisi dels organismes de protecció de la llei sobre que era d'un membre del crim organitzat canvi de sospitós a negatiu, és clara que era amic íntim de molts dels membres del crim organitzat basats en Dallas, particularment Joseph Civello, mentre aquest era el cap de l'organització a Dallas. No hi ha cap prova que Campisi estigués involucrat en cap activitat criminal. | » |
| — Informe final del Comitè Selecte de la Cambra sobre Assassinats sobre Joe Campisi | |   |

Igualment, una investigació de la sèrie de TV nord-americana Frontline sobre les connexions de Ruby i el crim organitzat a Dallas reporta el següent:
< blockquote>El 1963, Sam i Joe Campisi eren figures principals al baix món de Dallas. Jack coneixia als Campisis i van ser vistos junts en moltes ocasions. Els Campisis eren lloctinents de Carlos Marcello, el cap de la Màfia que va parlar d'assassinar el president.
El dia abans que Kennedy fos assassinat, Ruby va anar al restaurant de Joe Campisi. Mentres assassinaven Kennedy, Ruby va afirmar ser al costat dels Campisis, preguntant-los que farien ells després que li disparés a Lee Oswald. Altres investigacions el situen a la Dealey Plaza. La testimoni Julia Ann Mercer el situa en una camioneta pickup al costat del pas inferior triple
A les seves memòries, Bound by Honor: A Mafioso's Story, Bill Bonanno, fill del cap de la Màfia de Nueva York Joseph Bonanno, explica que moltes famílies de la Màfia tenien estrets vincles amb els exiliats cubans anticastristes a través dels casinos a l'Havana operats per la Màfia abans de la Revolució cubana. Els cubans exiliats odiaven Kennedy perquè volien acció directa de l'exèrcit i l'Armada dels Estats Units durant la invasió de Bahia de Cochinos; i el seu germà, el jove i idealista fiscal general dels Estats Units Robert Kennedy havia orquestrat i dut a terme un assalt legal sense precedents sobre el crim organitzat. Això era especialment provocatiu per a les cinc famílies de la Màfia que havien treballat amb el pare de Kennedy, Joseph Kennedy, ajudant-lo que el seu fill fos elegit
La Màfia era experta en assassinats, i Bonanno reporta que es va adonar quan va veure Jack Ruby assassinar Oswald en televisió del grau de participació d'altres famílies de la Màfia: els Bonannos reconeixien Jack Ruby com a soci del mafiós de Chicago Sam Giancana (el qual també va treballar en diverses oportunitats per al pare dels Kennedys).

### En contra
Alguns escriptors, incloent l'exfiscal de districte de Los Angeles Vincent Bugliosi, minimitzen les connexions de Ruby al crim organitzat:

És notori que cap d'aquests teòrics de conspiració mai no hagi tingut una reunió amb Jack Ruby. Només apel·len a la seva família o al seu company de cel·la, tots els que suggereixen que Ruby estava connectat a la Màfia són ridículs, ja que tots els que el coneixen, sense excepció, pensen que la noció que estigués connectat a la Màfia, i que va assassinar Oswald per a ells, és risible.
Bill Alexander, qui va perseguir Ruby per l'assassinat d'Oswald, igualment rebutja les versions que Ruby era part del crim organitzat; es basen en coneixements llunyans de persones que van participar suposadament amb ell a la conspiració."
El germà de Ruby, Earl, nega les afirmacions que Jack estigués embolicat en negociacions il·legals que involucraven clubs nocturns de Chicago, i l'autor Gerald Posner suggereix que el van confondre amb Harry Rubenstein, un convicte de Chicago. El reporter Tony Zoppi tampoc no creu en aquests nexes amb la Màfia. Ell el coneixia i el descriu com un "perdedor".

## Mort
Jack Ruby va morir de càncer el 3 de gener de 1967, mentre esperava un nou judici relacionat amb la droga.